# راب (مجموعه تلویزیونی)
راب مجموعه تلویزیونی کمدی موقعیت محصول کشور آمریکا است. شبکهٔ سی‌بی‌اس این مجموعه تلویزیونی را در ۸ قسمت ۲۲ دقیقه‌ای پخش کرد. شبکهٔ سی‌بی‌اس در ۱۳ مه ۲۰۱۲ اعلام کرد ساخت این مجموعهٔ تلویزیونی را متوقف کرده‌است.

## خلاصهٔ داستان
این مجموعه تلویزیونی شخصیت راب را دنبال می‌کند کسی که زمان زیادی مجرد بوده و متخصص ساخت مناظر طبیعی است و دارای اختلال وسواسی جبری است. راب با دختری از خانواده مکزیکی-آمریکایی ازدواج می‌کند و سعی می‌کند به خانواده او نزدیک شود ولی بیشر وقت‌ها دچار مشکل می‌شود، برخلاف قصد و منظور خوبی که داشته‌است.

### بازیگران
- راب اشنایدر در نقش راب
- کلادیو باسولس در نقش مگی، همسر راب که از او خیلی جوانتر است.
- چیچ مارین در نقش فرناندو، پدر مگی
- دایانا ماریا ریوا در نقش روزا، مادر مگی
- یوجینو دربز در نقش هکتور، برادر روزا
- لوپه اونتیوروس در نقش آبیولیتا، مادر فرناندو

## لیست قسمت‌ها
| شماره | نام                        | کارگردان      | نویسنده                  | زمان اصلی نمایش | بیننده در آمریکا (میلیون) |
| --- | -------------------------- | ------------- | ------------------------ | --------------- | ------------------------- |
| ۱ | «Pilot»                    | جیمز ویدوز    | لیو مورتون و راب اشنایدر | ۱۲ ژانویه ۲۰۱۲  | 13.47                     |
| راب با خانواده مکزیکی همسرش ملاقات کرد. و این اولین ملاقاتش با آن‌ها شکستی مفتضحانه برای او بود. |                            |               |                          |                 |                           |
| ۱ | «جشن عروسی دوم»            | اندرو ویمن    | پوف ساتن                 | ۱۲ ژانویه ۲۰۱۲  | 11.41                     |
| خانواده مگی از راب و مگی خواستند که جشن عروسی دومی برگزار کنند که این موضوع باعث جدال‌های زیادی شد. |                            |               |                          |                 |                           |
| ۳ | «بالشت»                    | جیمز ویدوز    | کریس کلی                 | ۲۶ ژانویه ۲۰۱۲  | 11.50                     |
| مگی سعی می‌کند با گذاشتن یک متکا(بالشت) بر روی مبل دکوراسیون خانه را تغییر دهد این کار او باعث می‌شود راب ناراحت شود. در همین حال هکتور کاری در کارواش فرناندو پیدا می‌کند.                                                   |                            |               |                          |                 |                           |
| ۴ | «رازهای خانواده»           | مارک سندروسکی | مایکل گلابمن             | ۲ فوریه ۲۰۱۲    | 11.06                     |
| راب با گفتن رازی قدیمی که مگی برای او گفته بود باعث شروع شدن دعوا بین فرناندو و روزا می‌شود. راب پس از این موضوع عکسی از مگی به همراه دوست پسر سابقش را پیدا می‌کند و به او حسودی می‌کند که برای مگی به اندازه کافی خوب نیست. |                            |               |                          |                 |                           |
| ۵ | «راب اسپانیایی یاد می‌گیرد» | جان وایتیسل   | دنی جیکوبسن و نورما ویلا | ۹ فوریه ۲۰۱۲    | 10.74                     |
| راب مخفیانه از هکتور می‌خواهد که به او اسپانیایی یاد بدهد تا بتواند بفهمد خانواده مگی درباره او چه می‌گویند. در همین حال فرناندو در مورد ورزش کردن و رزیم غذایی‌اش به روزا دروغ می‌گوید.                                       |                            |               |                          |                 |                           |
| ۶ | «مشکل بچه»                 | اندرو ویمن    | دنی جیکوبسن و نورما ویلا | ۱۶ فوریه ۲۰۱۲   | 10.65                     |
| مگی و خانواده‌اش از بچه‌ای جذاب و زیبا استفاده می‌کنند تا نظر راب در مورد بچه نخواستن تغییر بدهند. در همین حال خانواده فرناندو به او برای آگهی تبلیغاتی کارواش خودش کمک می‌کنند.                                               |                            |               |                          |                 |                           |
| 7 | «آخر هفته رومانتیک»        | اندرو ویمن    | جو فیری                  | ۲۳ فوریه ۲۰۱۲   | 10.33                     |
| راب برای آخر هفته‌ای رومانتیک با مگی در خانه نقشه می‌کشد. در حالی که فرناندو هکتور را از خانه بیرون می‌کند و متعاقباً روزا فرنادو را از خانه بیرون می‌کند و این دو پیش راب می‌روند و آخر هفته او را خراب می‌کنند.                 |                            |               |                          |                 |                           |
| 8 | «پدر برای ملاقات می‌آید»    | اندرو ویمن    | لورا والدیوی             | ۱ مارس ۲۰۱۲     | 8.99                      |
| پدر راب (فرد ویلارد) برای ملاقات با خانواده مگی پیش آن‌ها می‌آید و رابطه پدر راب با خانواده مگی خیلی بهتر است با رابطه‌اش با راب. در همین حال روزا سعی می‌کند به هکتور آشپزی یاد دهد.                                          |                            |               |                          |                 |                           |